# Cabestana tabulata
Cabestana tabulata es una especie de molusco gasterópodo de la familia Ranellidae.

## Descripción
El tamaño de la concha varía entre 35 mm y 130 mm.

## Distribución geográfica
Se encuentra  en los mares del sur a lo largo de Australia y el norte de Nueva Zelanda.